# Eustomias parri
Eustomias parri és una espècie de peix de la família dels estòmids i de l'ordre dels estomiformes.

## Hàbitat
És un peix marí i d'aigües profundes.

## Distribució geogràfica
Es troba a l'Atlàntic occidental central (30° 25′ N, 44° 46′ W).